# Thor Axelsson
Thor Axelsson   (Hèlsinki, 3 de juliol de 1921 - Ingå, 2 d'agost de 2012) fou un piragüista finlandès que va competir a finals de la dècada de 1940.
El 1948 va prendre part en els Jocs Olímpics d'Estiu de Londres on, formant parella amb Nils Björklöf, va guanyar la medalla de bronze en el K-2 1.000 metres i K-2 10.000 metres del programa de piragüisme. En el seu palmarès també destaca una medalla d'or al Campionat del Món de piragüisme en aigües tranquil·les de 1948 i onze campionats nacionals.